# Porto Santo Golfe
Porto Santo Golfe is een golfbaan op het Portugese eiland Porto Santo.
Porto Santo is het eerste eiland van de Madeira archipel dat bewoond werd. Het werd in 1418 door schipbreukelingen ontdekt, en de eerste bewoners volgden snel. Later werd Madeira belangrijker, en daar kwamen ook de eerste golfbanen.
Porto Santo wil graag in 2018 de Ryder Cup op haar baan krijgen, net als The Dutch en vijf andere banen.

## Golfbaan
De 18-holes golfbaan werd ontworpen door Severiano Ballesteros. Hij bestaat uit de 'South Course' en de 'North Course'. Omdat de twee 9 holesbanen een verschillend karakter hebben, kregen ze verschillende namen, hoewel ze bij elkaar horen.
De zuidbaan is aangelegd in een Amerikaanse stijl: ruim, grote greens, met meren. De noordbaan ligt langs de kust, die soms steile rotswanden heeft.

Er is ook een 9-holes pitch & putt baan.

De leden van de golfclub beschikken over een clubhuis dat grotendeel van hout gemaakt is.

## Toernooi
- 2010: 18de Madeira Island Open